# Стронизм
Стронизм (исп. El Stronismo, исп. El Stronato) — авторитарно-популистская система и ультраправая идеология парагвайского режима Альфредо Стресснера 1954—1989 годов и соответствующая экономическая система. Обозначает также правление Стресснера как период истории Парагвая. Разновидность латиноамериканской военной диктатуры и правого радикализма второй половины XX века. Отличался непримиримым антикоммунизмом, сращиванием государства с крупными банками, теневыми сообществами и оргпреступностью, активной социально-экономической модернизацией, бурным развитием капиталистической экономики и промышленности в Парагвае. После падения режима проявляется в правом крыле партии Колорадо.

## Предыстория
Ультраправые тенденции в парагвайской политике системно проявились в гражданской войне 1947 года. Характерно, что на стороне правительства Мориниго активно выступила гражданские парамилитарные организации Py Nandi и Guión Rojo — партийные милиции правоконсервативной партии Колорадо, состоявшее из антикоммунистически настроенных крестьян, люмпенов, мелкой буржуазии и праворадикальной интеллигенции. Обозначился общественный запрос на совмещение жёсткой правой диктатуры с корпоративистской системой по типу франкизма и салазаризма, социально-популистской политикой и интенсивным экономическим развитием. Теоретические обоснования сформулировал в своих работах Бернардино Кабальеро-младший (сын президента Бернардино Кабальеро, основателя Колорадо). Политическим выразителем этого запроса стал авторитетный генерал Альфредо Стресснер.
В первой половине 1950-х политическая обстановка в Парагвае предельно обострилась на фоне тяжёлого экономического кризиса. 5 мая 1954 года в Парагвае произошёл военный переворот. Был отстранён от власти президент Федерико Чавес. После кратковременного переходного правления Томаса Ромеро Перейры Альфредо Стресснер объявил себя главой государства. Вскоре он устранил из политики и принудил к эмиграции своего союзника по перевороту — председателя парагвайского Центробанка Эпифанио Мендеса Флейтаса, ориентированного на аргентинского президента Хуана Доминго Перона. В августе Стресснер как кандидат партии Колорадо был избран президентом Парагвая. Установился диктаторский режим, впоследствии получивший наименование стронизм.

## Структура и политика

### Основные характеристики
Парагвайский стронизм рассматривается в ряду южноамериканских диктатур периода Холодной войны. Он характеризовался такими чертами, как
- единоличная диктатура главы государства
- общественно-политическое доминирование правящей партии
- высокая политическая роль силовых структур
- репрессивное подавление оппозиции
- государственный дирижизм в экономике
- идеология праворадикального национализма и непримиримого антикоммунизма

В то же время стронизм имел собственные отличительные черты. К ним относились прежде всего
- тесное сращивание государственного аппарата, прежде всего военно-полицейского с теневой экономикой и организованным криминалитетом
- сохранение многопартийности и формальной выборности властей
- специфический характер репрессивной политики
- интенсивное экономическое развитие
- инициативное организующее участие в международных антикоммунистических проектах

### Политическая система

#### Правящая верхушка
Политический строй стронизма являл собой жёсткую авторитарную диктатуру. Верховная власть безраздельно принадлежала Стресснеру и его ближайшему окружению. В ходу было выражение Cuatrinomio de oro — «Золотой квадрат», обозначавшее четверых сподвижников диктатора: Сабино Монтанаро, Эухенио Хаке, Адана Годоя, Марио Абдо Бенитеса-старшего. Монтанаро был министром внутренних дел, председателем руководящего совета Колорадо, курировал общеполитический курс и карательную политику режима. Годой руководил министерством здравоохранения и определял социальную политику. Хаке возглавлял министерство юстиции, заведовал административной и судебной системами. Абдо Бенитес выполнял при Стресснере функции доверенного секретаря. (Впоследствии они были охарактеризованы как «ужасающий министр внутренних дел, скучный министр здравоохранения, фольклорный, но опасный министр юстиции и неописуемый личный секретарь».)
К ближнему кругу диктатора принадлежали также командир 1-го армейского корпуса генерал Андрес Родригес (его дочь Марта была замужем за Альфредо Стресснером-младшим), командир элитного 14-го пехотного полка парагвайской армии генерал Патрисио Колман, начальник президентской службы безопасности Рамон Мартинес, директор национальной полиции Альсибиадес Бритес Борхес, начальник полиции Рамон Дуарте Вэра. К военно-полицейской верхушке примыкали представители армейского и полицейского командования, партаппарата Колорадо, экономических ведомств, аффилированного частного бизнеса и стронистских общественных организаций. Практически во всех случаях они занимали видное положение в теневых сообществах и криминальных структурах.
Особое место отводилось руководителям тайной полиции. Эта система замыкалась на два основных ведомства: Департамент расследований столичной полиции (Departamento de Investigaciones de la Policía de la Capital, DIPC), директор Пастор Коронель и Национальный директорат по техническим вопросам (Dirección Nacional de Asuntos Técnicos, DNAT), директор Антонио Кампос Алум. DIPC занимался политическим сыском в масштабах всей страны, имел разветвлённую сеть информаторов и оперативных групп, отдельно контролировал положение в армии и правящей партии. На особом положении в этой структуре находился политический отдел под руководством Альберто Буэнавентуры Кантеро. DNAT специализировался на преследованиях коммунистического подполья и участии в международной антикоммунистической Операции «Кондор».

#### Эволюция диктатуры

##### Становление режима
Первые годы стресснеровского правления прошли под знаком непрерывной борьбы за удержание и закрепление власти. Влиятельная группировка во главе с бывшими президентами Хуаном Наталисио Гонсалесом и Фелипе Моласом Лопесом рассматривала Стресснера как переходную фигуру. Эти деятели продвигали на президентский пост Эпифанио Мендеса Флейтаса. Их поддерживали некоторые военачальники и перонистская Аргентина.
Положение Стресснера осложнялось необходимостью проведения жёсткого бюджетно-финансового курса. Режим экономии настроил против него не только рабочих, значительно потерявших в зарплате, но также чиновников, военных и бизнесменов, лишившихся доступа к банковским кредитам. Большая часть партаппарата Колорадо и офицерского корпуса поддерживала Мендеса Флейтаса, обещавшего смягчение кредитно-денежной политики. Государственный переворот был запланирован на конец 1955.
Однако Стресснер решился на упреждающую чистку в партии и армии. Его задачу облегчили отход от политики Гонсалеса, кончина Моласа Лопеса и свержение Перона. Планы Мендеса Флейтаса оказались сорваны, и в 1956 он покинул Парагвай. В 1958 Стресснер провёл референдум, по итогам которого объявил о своём переизбрании на президентский пост.
Оппозиция не смирилась с поражением. На первый план вышли более радикальные силы — социалисты, коммунисты и леволибералы — развернувшие партизанскую войну при поддержке Аргентины, Кубы и Венесуэлы. Стресснер сделал ставку на силовое подавление. Его позиции усиливались поддержкой консервативной массы крестьянства. Против партизан были брошены армейские части, полиция и стронистские ополченцы Py Nandi. Одновременно были нанесены удары по городским профсоюзам и в мае 1959 подавлены студенческие беспорядки в Асунсьоне. В 1963 раскрыт и жёстко подавлен заговор группы армейских младших офицеров в пользу Мендеса Флейтаса. Массированную кампанию репрессий возглавлял и координировал преданный сподвижник Стресснера министр внутренних дел Эдгар Инсфран. Современные исследователи считают парамилитарную традицию, идущую от гражданской войны, одной из фундаментальных составляющих стронизма.
Подавив эти выступления, режим смог пойти на определённые шаги в плане имиджевой либерализации. С 1962 в Парагвае были разрешены оппозиционные политические партии (за исключением коммунистической) — Либеральная, Радикальная либеральная, Христианско-демократическая, даже Революционная фебреристская. В официальной пропаганде усилилась «демократическая» риторика. При этом подчёркивался принцип «демократия без коммунизма» (оппоненты заявляли, что более адекватно звучала бы формулировка «антикоммунизм без демократии»).

##### Зрелый стронизм
В 1967 вступила в силу новая Конституция Парагвая, формально расширявшая полномочия представительного органа — парламента, гражданско-политические и социально-экономические права граждан (особенно в сравнении с откровенно авторитарным Основным законом 1940). Годом ранее был отправлен в отставку одиозный Эдгар Инсфран, с которым ассоциировались жестокие репрессии первого стронистского десятилетия (на министерском посту его сменил Сабино Монтанаро). Но при этом новая Конституция гарантировала Стресснеру право на дальнейшие переизбрания.
Выборы стали проводиться формально на многопартийной основе. Но при этом президентские выборы всегда с большим преимуществом выигрывал Альфредо Стресснер, а прочное большинство в парламенте оставалось за Колорадо. Правящая партия, даже после официального перехода к многопартийной системе, оставалась доминирующей общественно-политической силой. Из членов Колорадо комплектовался государственный аппарат, им предоставлялись преференции в бизнесе и общественной жизни в целом. В правящую партию зачислялась большая часть населения Парагвая; в некоторых местностях (например, асунсьонском трущобном районе Чакарита) — практически все взрослые жители. Только члены Колорадо могли рассчитывать на стабильное трудоустройство, выгодную службу, льготные условия бизнеса, получение кредита в банке.
Важным орудием режима оставались Py Nandi — ополченцы были мобилизованы на простресснеровские демонстрации в августе 1973, в ответ на оппозиционные акции. Сельская партийная милиция играла видную роль в созданной диктатором своеобразной «системе сдержек и противовесов». Подчинённые Стресснеру по партийной линии Py Nandi являлись альтернативной вооружённой силой, ограничивавшей амбиции армейского командования. Активно действовали и другие гражданские силовые бригады стронистов типа эскадронов смерти — Macheteros de Santani, Garroteros, Grupos de Acción Anticomunista (GAA). Во главе этих группировок стояли либо силовики режима, либо функционеры Колорадо, формально не находившиеся на госслужбе, но тесно связанные с полицейскими инстанциями.
Парагвайская практика получала международное распространение. Стронизм осуществлял активную антикоммунистическую экспансию в другие страны Латинской Америки. Важную роль в организации уругвайских «эскадронов смерти» и праворадикальных общественных организаций сыграл парагваец Анхель Кроса Куэвас — врач-психиатр с уголовным прошлым, выступавший в качестве дипломатического и оперативного представителя асунсьонских властей.
В преддверии выборов 1978 Стресснер собрал совещание руководства Колорадо и высшего генералитета. Он поставил вопрос, не следует ли ему отойти от активной политики. Большинство участников совещания высказались категорически против. Однако было высказано мнение о допустимости ухода Стресснера в «почётные президенты» и выдвижения на пост главы государства кандидатуры Андреса Родригеса. Тогда Стресснер решительно отозвал собственное предложение и заявил, что «принимает новую жертву» — то есть остаётся на президентском посту.

#### Оппозиционное сопротивление
Во второй половине 1970-х произошёл резкий всплеск антирежимной борьбы. Активизировались структуры вооружённого подполья — Военно-политическая организация (OPM), Объединённый фронт национального освобождения (FULNA), Движение 14 мая (M14M). OPM, созданная представителями городского среднего класса и интеллигенции, стояла на леворадикальных и общедемократических позициях; FULNA управлялся Парагвайской компартией (ПКП); M14M являлось крестьянским партизанским формированием.
Эти движения были жёстко подавлены силами МВД под руководством Сабино Монтанаро. Лидеры и активисты были захвачены, подвергнуты арестам и пыткам, в ряде случаев убиты без суда. В некоторых допросах участвовал лично президент Стресснер, выполнявший функции следователя (добивался от арестованных показаний о намерениях убить его).
При этом нельзя сказать, что такого рода подозрения являлись совершенно беспочвенными. Вооружённое подполье действительно имело планы убийства диктатора. Только в 1974 такие попытки предпринимались дважды. Организовать покушение с использованием взрывного устройства пытались и леворадикалы братья Рамирес Вильялба, и диссиденты Колорадо во главе с Агустином Гоибуру. Но реализовать эти замыслы не удавалось.
С начала 1970-х в крупнейшую оппозиционную силу постепенно превратилась парагвайская католическая церковь. Конференция католических епископов Парагвая регулярно выступала с оппозиционными воззваниями. После жестокого подавления студенческих беспорядков в Асунсьоне 1972 года архиепископ Исмаэль Ролон Сильверо фактически возглавил протестное движение. За жестокость в репрессиях и преследования священников архиепископы Анибаль Мена Порта и Исмаэль Ролон Сильверо дважды — в 1969 и 1971 — отлучали от церкви министра внутренних дел Монтанаро. Католическая церковь рассматривалась как единственный социальный институт, неподконтрольный Стресснеру. Широкую известность приобрели события 12 сентября 1972, когда боевики Garroteros под командованием парторга Колорадо Рамона Акино учинили жестокое избиение студентов Католического университета Асунсьона. В 1988 году Акино был отлучён от церкви.

#### Кризис конца 1980-х
Со второй половины 1980-х модернизаторский потенциал стронизма был в основном исчерпан. В стране ширилось недовольство диктатурой престарелого президента, произволом его окружения. Признаки скорого конца явственно обнаружились в 1988, при визите в Парагвай Папы Римского Иоанна Павла II. Восторженная встреча Папы вылилась в массовые антистронистские манифестации.
Антистресснеровские (но не антистронистские) настроения распространились в командовании вооружённых сил и партийном руководстве Колорадо. Генералы и функционеры полагали целесообразным отстранение от власти Стресснера и его ближнего круга и проведение некоторых либерально-демократических реформ, сообразных общемировым тенденциям. Публичным выразителем этих позиций стал лидер «традиционалистской фракции» Колорадо Луис Мария Арганья, идеологом — Эдгар Инсфран, взгляды которого к тому времени эволюционировали в общедемократическом направлении. Самым же влиятельным представителем реформистов стал генерал Андрес Родригес.
Сторонники диктатора группировались во «фракции Militancia» («воинствующие»). Ведущими её лидерами были Сабино Монтанаро, Эухенио Хаке, Пастор Коронель и Рамон Акино. Они выступали за максимальное ужесточение режима, идеологизированную политику в духе ВАКЛ, опору на государственных силовиков, партийных боевиков и политизированный криминалитет. Вопрос о преемственности власти они предлагали решить через пожизненное правление Стресснера и последующую передачу президентства его сыну — полковнику ВВС Парагвая Густаво Стресснеру. Лозунгом этой группы стало «После Стресснера — Стресснер!»
1 августа 1987 Militancia одержали победу на съезде Колорадо и установили полный контроль над партией. Собрания «традиционалистов» разгонялись боевиками Акино. Была проведена партийная чистка, на все значимые должности были поставлены доверенные функционеры «Золотого квадрата». Стало очевидным, что даже в стронистских правовых рамках конфликт не имеет решения — предстоит силовое столкновение.

### Социальная основа
Социально-политическими опорами стронизма являлись партия Колорадо, вооружённые силы, карательные органы, собственническое крестьянство, городская мелкая буржуазия и теневые сообщества, создававшие массовую базу режима. Комментаторы отмечали, что правление Стресснера нельзя было назвать тоталитарным в классическом понимании термина, поскольку не государство поглощало общество, а определённые общественные структуры — криминально-мафиозного характера — подчиняли себе государственную политику. Но с другой стороны, происходило тесное переплетение: криминальные группировки зачастую возглавлялись государственными чиновниками, офицерами армии и полиции.
Организованная преступность была фактически легализована и в сращении с государственным, силовым и партийным аппаратом превратилась в правящую структуру Парагвая. Интересно, что марксистские авторы выделяют особую категорию парагвайской буржуазии — контрабандистскую. Именно «контрабандный капитал» доминировал в частном секторе парагвайской экономики над промышленным, торговым и финансовым. Контрабанда алкоголя, табачных изделий, наркотиков, кофе, автомобилей, зерновой, бобовой и мясной продукции являлась наиболее доходным бизнесом и плотно контролировалась силовиками режима. Глава государства распределил функции в контрабандной торговле: флот занимался перевозками водным транспортом или через таможню; конная гвардия — алкоголем и сигаретами, силы внутренней безопасности — перегонами скота, главным образом с Бразилией. Пастор Коронел, будучи директором департамента парагвайской уголовной полиции, одновременно являлся главным организатором торговли героином. Противники называли стронистский Парагвай «Диснейлендом для гангстеров».
Альянс государственной власти с теневыми сообществами и криминалитетом обеспечил массовую базу стронистской политики. На этой основе организовывалась общественная поддержка режима. В сельской местности крестьянские формирования Py Nandi отличались особой жестокостью в расправах с противниками режима. Консолидирующую роль играла Комиссия гражданских антикоммунистических организаций (Comisión de Entidades Cívicas Anticomunistas, CECA), объединившая стронистские предпринимательские, профсоюзные, студенческие, церковно-католические и культурные объединения. Характерно, что во главе CECA стоял Антонио Кампос Алум. Официальные лица, авторитетные в теневых сообществах, командовали штурмовыми отрядами Колорадо. Стронистское крестьянское движение возглавлял Хуан Мануэль Фрутос, главный идеолог стронизма. Начальник DIPC Пастор Коронель руководил Macheteros de Santani. Министр юстиции Эухенио Хаке организовал GAA.
Президент Стресснер использовал потенциал влиятельных в Парагвае социальных групп для своей программы развития. С другой стороны, следствием такого курса явилась выраженная криминализация государственного аппарата и государственной политики.

### Экономическое развитие

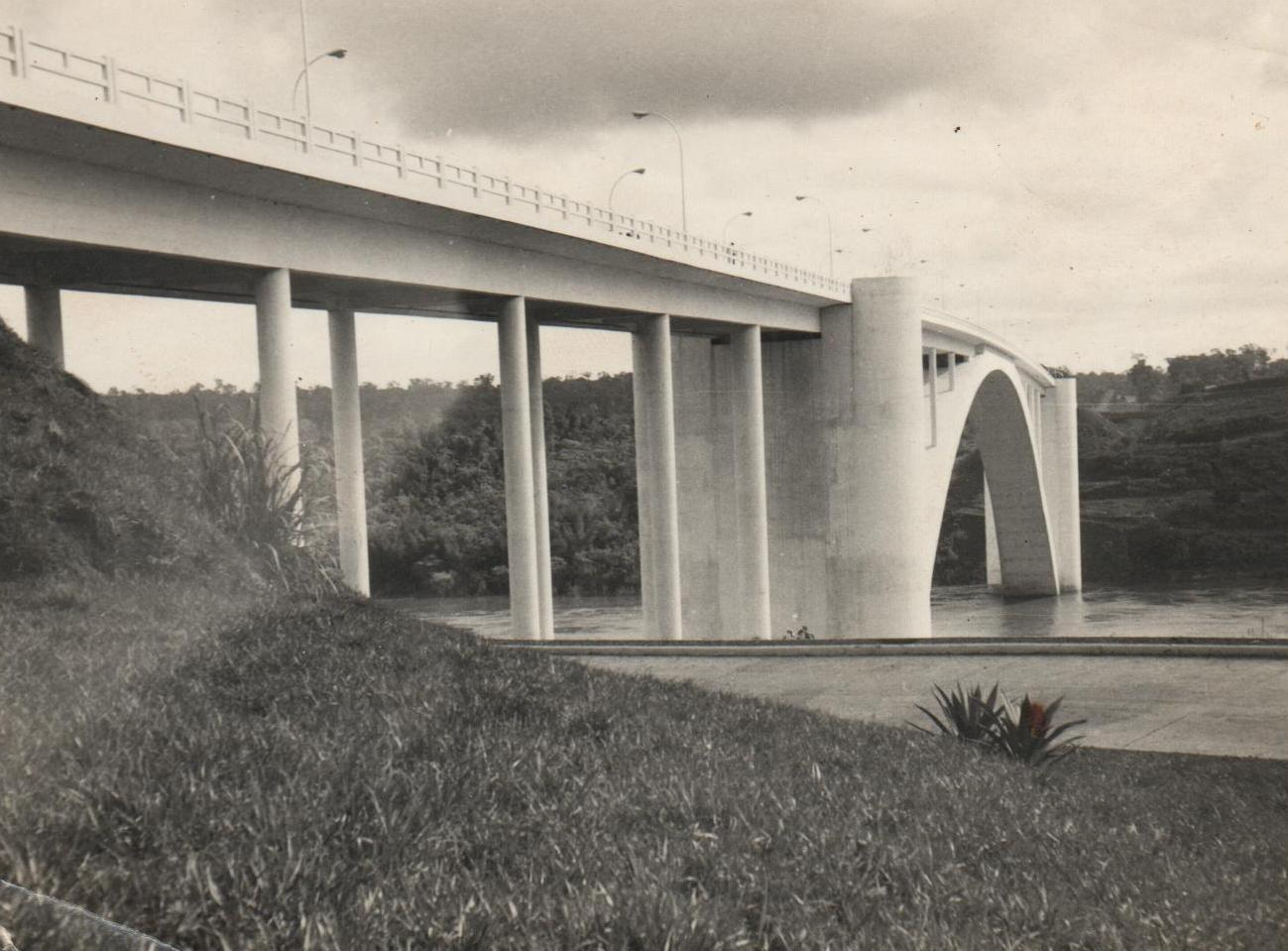
Мост Дружбы, построенный между Парагваем и Бразилией в 1965 году

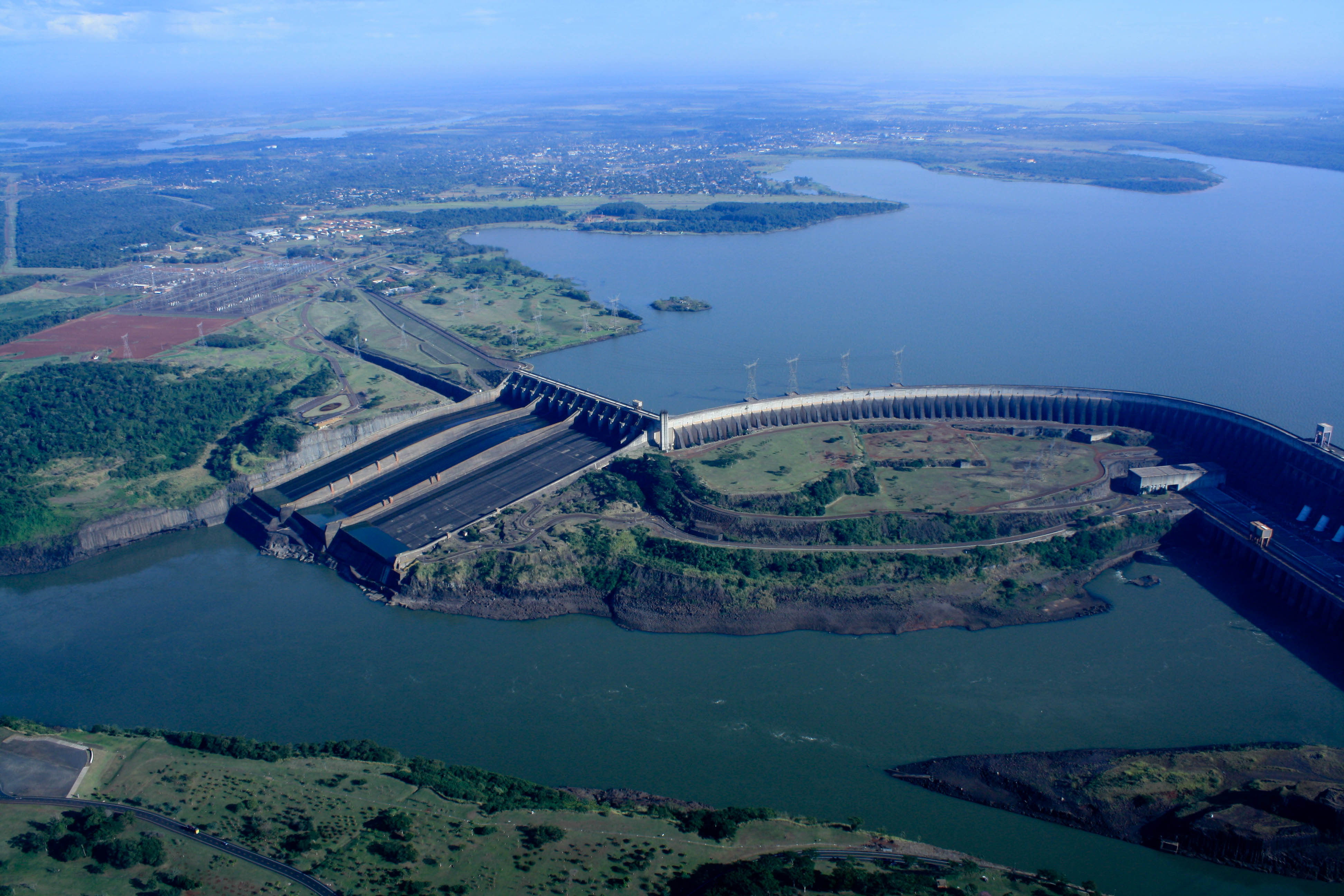
ГЭС «Итайпу»

Даже критики Стресснера признают, что период его правления ознаменовался небывало динамичным экономическим ростом. Он характеризуется как «экономическое чудо»: в период с 1962 по 1973 ВВП рос в среднем на 4,9 %; с 1974 по 1981 — на 10 % в год. Своеобразным символом успехов режима, создания современной парагвайской экономики стала постройка ГЭС «Итайпу». Были построены десятки новых городов, множество предприятий, новые промышленные отрасли, интенсивно создавались рабочие места. Реализовывались масштабные инфраструктурные проекты, строились дороги и мосты, в Асунсьоне впервые появился водопровод. Резко возрос парагвайский экспорт, особенно на мировом рынке сои.
Значительно повысились доходы населения. Сформировался урбанизированный средний класс. По особой социальной программе возводилось городское жильё для малоимущих. В абсолютных цифрах страна оставалась бедной, большинство парагвайцев жили в тяжёлых материальных условиях (чего нельзя было сказать о правящей элите). Экономическая динамика сильно зависела от конъюнктуры внешних товарных и финансовых рынков. Но в сравнении с предыдущими периодами социально-экономическая политика режима выглядела довольно успешной.
Важным направлением социально-экономической политики стронизма стала аграрная реформа. Её осуществлением руководил специально созданный в 1963 Институт сельскохозяйственного благосостояния (Instituto de Bienestar Rural, IBR) во главе с Хуаном Мануэлем Фрутосом. Программа «аграрной колонизации» создала 200—300 тысяч новых крестьянских хозяйств. Земельные участки продавались за символическую цену либо передавались новым владельцам в принудительном порядке. Поощрялась кооперация новых собственников, создание крупных агрокомпаний.
Даже сторонники режима признавали, что реформа сопровождалась многочисленными криминальными злоупотреблениями. Кроме того, она имела выраженный политический уклон: землёй наделялись прежде всего члены семьи Стресснера, активисты Колорадо, военные и полицейские, члены стронистских организаций и теневых сообществ, провластно настроенные крестьяне, представители покровительствуемой властями немецкой общины, иммигранты из дружественной Бразилии. Левые авторы характеризуют реформу как «преступное разбазаривание пахотной земли». Тем не менее, реформа обеспечила рост сельскохозяйственного производства и расширение массового слоя крестьян-собственников в парагвайской деревне.
Динамичное развитие парагвайской экономики затормозилось в начале 1980-х. С 1982 наметился спад — средний рост составил 1,7 %, вновь выросла ранее побеждённая инфляция. Это явилось следствием усталости парагвайского общества от затянувшейся диктатуры, раскола в правящей партии, общей смены глобальных политических трендов — то есть не столько экономических, сколько политических причин. Сказалось и санкционное давление со стороны США и западноевропейских государств.

### Карательная политика
Режим Стресснера характеризовался как жёстко репрессивный. Главными инструментами политических преследований являлись DIPC и DNAT. Данные о масштабах политических преследований разнятся по разным источникам. Количество заключённых за 35 лет оценивалось почти в полмиллиона человек, количество убитых — до 10—12 тысяч и даже до 50 тысяч. Официальные данные, оглашённые в 2008 специальной Комиссией по установлению истины и справедливости, дают иные, значительно меньшие цифры: около 20 тысяч арестованных и подвергнутых пыткам, около 4 тысяч убитых, почти 3,5 тысячи депортированных, более трёхсот человек пропали без вести. Особенно одиозной была репутация DNAT, который в просторечии именовался просто La Técnica — Техника (это слово приобрело в Парагвае зловещий смысл). Достоверно установлено личное участие в допросах с применением пыток высокопоставленных официальных лиц — Антонио Кампоса Алума, Пастора Коронеля, Альберто Буэнавентуры.
Не все репрессии носили политический характер. Велась жёсткая борьба с общеуголовной («уличной», «неорганизованной») преступностью, которая при Стресснере была сведена к минимуму. Но активные политические противники режима подвергались суровым преследованиям.
Прежде всего это касалось ПКП. Специальный Закон о защите демократии (первоначально — Закон о подавлении коммунизма) объявлял коммунистическую пропаганду, тем более принадлежность к коммунистической организации тягчайшим преступлением и приравнивал к национальной измене. Генеральный секретарь ПКП Мигель Анхель Солер погиб под пытками, его преемник Антонио Майдана похищен и пропал без вести, лидер парагвайского комсомола Дерлис Вильягра умер в концлагере. ПКП была практически разгромлена.
Вторым главным противником стресснеровской диктатуры являлись «эпифанисты» — сторонники находившегося в эмиграции Эпифанио Мендеса Флейтаса. В 1959 году они создали движение МОПОКО. Эти диссиденты правящей партии, выступавшие за «прогрессивный колорадизм», считались особо опасными оппозиционерами и преследовались наравне с коммунистами. В 1973 Мендес Флейтас порвал с МОПОКО и создал сугубо эмигрантскую Национальную республиканскую ассоциацию. Лидером МОПОКО стал Агустин Гоибуру. В 1977 Гоибуру был похищен в Аргентине и убит.
Преследовались радикальные либералы, социал-демократы из Революционной фебреристской партии, правозащитники, профсоюзные активисты, нелояльные католические священники. Аграрная реформа с принудительным перераспределением земли порождала острое противостояние на селе, доходившее до вооружённого сопротивления. Государственные силовые структуры и стронистские ополчения жёстко подавляли повстанческие движения в деревнях. Представители всех названных категорий подвергались произвольным арестам, тюремному заключению, пыткам и тайным убийствам.
Общее количество жертв диктатуры — убитых, заключённых, арестованных, допрошенных, включая членов семей и других косвенно пострадавших — оценивается от 107 тысяч до почти 130 тысяч. Репрессиям чаще всего подвергались участники сельских антиправительственных движений (почти четверть всех репрессированных; наиболее массовая форма протестов), на втором месте — активисты Либеральной партии (почти 20 %), на третьем — оппозиционно настроенные члены правящей Колорадо (более 14 %), на четвёртом — коммунисты (10 %; сравнительно небольшая доля в общем количестве объясняется малочисленностью ПКП).
Стронистский режим играл ведущую роль в "Операции «Кондор». Участие в «Кондоре» курировали начальник штаба вооружённых сил генерал Алехандро Фретес Давалос и его заместитель полковник Бенито Гванес Серрано. Непосредственно оперативными мероприятиями руководили Кампос Алум и Коронель. Парагвайские спецслужбы активно участвовали и даже координировали кампанию террора против латиноамериканских коммунистов и левых политиков. Особенно тесные связи на этом направлении DNAT поддерживал с бразильской спецслужбой DOPS, аргентинской SIDE и чилийской DINA. Антонио Майдана был похищен в Буэнос-Айресе, после чего предположительно убит. Агустин Гоибуру также был похищен и убит в аргентинском городе Парана. Всего в ходе "Операции «Кондор» погибли около 150 парагвайских оппозиционеров.
Сильным ударом по стронистским спецслужбам стало убийство в Асунсьоне 17 сентября 1980 года Анастасио Сомосы. Безопасность Сомосе гарантировал лично президент Стресснер, это направление курировал Пастор Коронель. Был подорван престиж тайной полиции и персональные служебные позиции Коронеля. В силовом блоке режима произошло существенное перераспределение полномочий и влияния в пользу армейского командования.
Уровень репрессий варьировался в зависимости от общеполитической ситуации в Парагвае и вокруг него. Периодически Стресснер брал курс на либерализацию режима. В 1959, под давлением функционеров Колорадо и их союзников в генералитете, было отменено осадное положение, освобождены политзаключённые, разрешён возврат политэмигрантов, значительно смягчена цензура. В 1977, под давлением американской администрации, была освобождена группа политзаключённых, включая и коммунистов (в том числе Майдана, похищенный в 1980). Наблюдатели отмечали, что в 1970—1980-х репрессии приобрели выборочный «точечный» характер, политический террор перешёл в «скрытую» форму.

### Идеологические установки
Идеология стронизма во многом наследовала прежним консервативно-националистическим позициям Колорадо. Большое место в ней занимали традиционные ценности католической культуры (при том, что правительство Стресснера регулярно вступало в жёсткие конфликты с католической церковью Парагвая; в 1972 была проведена кампания репрессий, арестованы около тысячи католических активистов). Культивировались национальные традиции в версии Колорадо. Героизировался первый этап истории независимого Парагвая, образы доктора Франсиа, Карлоса Антонио Лопеса и Франсиско Солано Лопеса, память Парагвайской и Чакской войн.
Наряду с традиционализмом и консерватизмом, важное место в стронистском идеологическом комплексе занимал республиканский национализм Колорадо. Пропагандировались западные принципы демократического общества. Девизом режима была триада Мир, Справедливость, Демократия. Оба идеологических направления — и традиционно-консервативное, западническо-республиканское — сходились на платформе ярого антикоммунизма в радикальной версии Всемирной антикоммунистической лиги (ВАКЛ).
В то же время, стронистская доктрина явно тяготела к фашизму и даже национал-социализму. Стресснеровский Парагвай предоставлял убежище бежавшим из Европы нацистам, из которых наиболее известен Йозеф Менгеле. Обычно пронацистские симпатии мотивировались крайним антикоммунизмом Стресснера, иногда — его немецким происхождением.
Однако, если проводить параллели с европейскими политическими системами, в наибольшей степени стронистский Парагвай напоминал франкистскую Испанию. Но важное отличие состояло в культурной политике. Парагвайские бытовые нормы, печать, литература, кинематограф были гораздо раскованнее, не подвергались бюрократической регламентации. Жёсткой была политическая цензура. Но собственно культура и искусство, общий стиль поведения парагвайцев обладали высокой степенью свободы.
Другой отличительной чертой стронизма был социальный популизм, пропаганда равенства и справедливости. Эти моменты настойчиво акцентировал главный идеолог режима и организатор аграрной реформы Хуан Мануэль Фрутос. Под руководством Фрутоса велись масштабные идеологические кампании, разоблачавшие номенклатурную иерархию компартий и государств «реального социализма».
Стронистский режим был в высокой степени персонализирован. Все структуры власти замыкались на президента, все важные решения принимались лично Стресснером. Насаждался своеобразный культ личности. Официальная пропаганда восхваляла главу государства, объявляла его олицетворением мира, развития, честного труда и процветания. Стресснер сравнивался с доктором Франсиа как «отцом парагвайской нации». Повсеместно вывешивались портреты и изречения Стресснера. Сам диктатор активно создавал имидж «единения с народом» — выходил в город без охраны, ездил по улицам в автомобиле, гулял в парках, вступал в разговоры, интересовался мнениями о себе.

### Международная политика
Стронистский Парагвай позиционировался как оплот мирового антикоммунизма. Внешнеполитические позиции и альянсы выстраивались прежде всего по этому принципу. В качестве идеологических, геополитических и потенциально военных противников определялись СССР, Куба, государства советского блока и социалистической ориентации, а также КНР.

#### В латиноамериканской геополитике
Главными союзниками Стресснера являлись правоавторитарные режимы Латинской Америки. Наиболее тесные связи Парагвай установил с Бразилией — особенно при правлении Умберту Кастелу Бранку, Эмилиу Гаррастазу Медиси, Эрнесту Гайзела, Жуана Фигейреду. Политический союз антикоммунистов, оперативная координация в рамках «Кондора» дополнялись экономическим сотрудничеством. Бразилия крупно инвестировала строительство «Итайпу», бразильские крестьяне на льготных условиях наделялись парагвайской землёй. Некоторые комментаторы называли Бразилию «колониальным надзирателем Парагвая»
Сближение с Бразилией позволяло Стресснеру вывести Парагвай из-под контроля Аргентины, что являлось давней задачей парагвайской политики. Отношения между Асунсьоном и Буэнос-Айресом были весьма сложными, особенно при Пероне с его геополитическим амбициями. Однако стронистский режим сотрудничал с идеологически близкими аргентинскими правительствами «национальной реорганизации». Хорхе Рафаэль Видела стал одним из приоритетных партнёров Стресснера. Объединяющей платформой и в этом случае являлись антикоммунизм и «Кондор».
Традиционно напряжённые отношения между Парагваем и Боливией были вполне нормализованы Стресснером при президентстве Уго Бансера — опять-таки, на основе антикоммунистической общности и оперативных задач «Кондора». Парагвай был среди немногих стран, признавших боливийский режим Луиса Гарсиа Месы. В Уругвае союзником Стресснера выступали Хорхе Пачеко Ареко и Хуан Мария Бордаберри. Самые дружественные отношения установились у Стресснера с режимом Аугусто Пиночета в Чили. Визит генерала Пиночета в Асунсьон 1974 явился его первой зарубежной поездкой. Парагвай 1970-х выступал инициативной организующей силой в конгломерате антикоммунистических правоавторитарных диктатур Южного конуса. Стресснер имел репутацию политика, «без которого в Латине не делается ничего».

#### В никарагуанском конфликте
Всемерную поддержку оказывал Стресснер режиму Анастасио Сомосы в Никарагуа. Стронистский режим призывал любыми средствами подавить Сандинистскую революцию. На сессии ОАГ в июне 1979 парагвайская делегация была единственной, за исключением представителей самого Сомосы, которая проголосовала против резолюции о немедленном отстранении Сомосы от власти.
Сандинисты одержали победу, Сомоса вынужден был бежать из Никарагуа. С августа 1979 года он поселился именно в Парагвае. Предоставление ему убежища со стороны парагвайского правительства являлось демонстративной политической акцией. Приглашал Сомосу лично Стресснер. Он выделил ему особняк для проживания в фешенебельном районе Асунсьона, приставил усиленную охрану, подготовленную по методике Третьего рейха ветеранами СС.
Сандинистские власти вынесли Сомосе смертный приговор. Его привела в исполнение боевая группа аргентинских коммунистов по поручению никарагуанского правительства. 17 сентября 1980 Сомоса был убит.
В тот же день оказался схвачен и убит один из участников операции Уго Ирурсун. Но остальные шесть боевиков сумели выбраться из Парагвая, несмотря на все усилия полиции и спецслужб. Парагвай разорвал дипломатические отношения с Никарагуа. Стресснер выступил с угрозами в адрес сандинистов. Однако убийство Сомосы нанесло сильный удар по престижу стронистского режима, не сумевшего уберечь в своей столице личного друга своего лидера.

#### В мировом антикоммунизме
Стресснер являлся одним из лидеров Всемирной антикоммунистической лиги. XII конференция ВАКЛ в апреле 1979 проходила в Асунсьоне. Председательствовал Хуан Мануэль Фрутос, произнесший программную речь о социальной политике антикоммунизма. Выступил и Антонио Кампос Алум, призвавший укреплять международный антикоммунистический альянс, противостоящий не только коммунизму, но и «картерокоммунизму» (отражение резкого недовольства стронистов либерально-правозащитной политикой президента Картера).
Вне американского континента Парагвай поддерживал дружеские связи с такими странами, как Тайвань Чан Кайши и Цзян Цзинго, Южная Корея Ли Сын Мана и Пак Чжон Хи, ЮАР Хендрика Фервурда и Балтазара Форстера. Позитивным было отношение Стресснера к Израилю (несмотря на наличие в Парагвае влиятельной арабо-палестинской общины). Поддерживал и одобрял Стресснер политику египетского президента Анвара Садата.
Стресснер лично встречался с императором Японии Хирохито, президентом Франции Шарлем де Голлем. В Европе, наряду с Испанией, Стресснер отдавал приоритет связям с ФРГ. Однако в отношениях с Израилем, периодически возникали сложности из-за предоставления парагвайского убежища нацистам.

#### Отношения с США
Режим Стресснера обычно рассматривался как проамериканский, но реальные отношения стронистского Парагвая с США были отнюдь не беспроблемными. Американские администрации длительное время видели в Парагвае прежде всего союзника в Холодной войне. Ричард Никсон, в то время вице-президент США, посетив Асунсьон в 1958, восхищённо отзывался о парагвайцах как о «самой антикоммунистической нации в мире». США поставляли оснащение парагвайской армии, обучали парагвайских офицеров. Парагвайский контингент (в составе Межамериканских сил мира) поддержал американские войска при вторжении в Доминиканскую Республику и свержении левого правительства в 1965.
Резкий конфликт произошёл у стронистского режима с администрацией Джимми Картера из-за её кампании в защиту прав человека. Особенно обострило ситуацию назначение послом США в Парагвае убеждённого правозащитника Роберта Уайта. Американский дипломат жёстко критиковал Стресснера за репрессии, несколько раз останавливал действия парагвайских спецслужб, требовал демократических реформ в стране пребывания. Конгресс США прекратил финансирование военной помощи Парагваю. Со стороны США против Парагвая были введены экономические санкции, поддержанные американскими союзниками в Западной Европе (в частности, резко сократились закупки парагвайской сельхозпродукции).
Парагвайские власти протестовали против новой американской политики — отсюда термин «картерокоммунизм», обвинения в «предательстве человечества», прозвучавшие на асунсьонском форуме ВАКЛ. Стресснер обвинял Картера в неспособности ценить настоящих друзей Америки. По инициативе Парагвая ВАКЛ предложила ООН дополнить Всеобщую декларацию прав человека пунктом об антикоммунистической борьбе — таков был ответ на правозащитную риторику американского президента.
Американо-парагвайский конфликт сгладился с 1980, когда возобновилась жёсткая конфронтация США и СССР. В частности, Парагвай поддержал администрацию Картера при бойкоте Олимпийских игр в Москве. Избрание президентом США крайнего антикоммуниста Рональда Рейгана поначалу нормализовало отношения. Однако вскоре администрация Рейгана присоединилась к осуждению стресснеровского режима за диктаторское правление, нарушения прав человека, масштабные криминальные операции. Именно при Рейгане США отменили давние торговые преференции Парагвая.

## Падение режима

### Подготовка заговора
Всемирная волна демократизации на рубеже 1980—1990-х сделала невозможным сохранение стронистской диктатуры. США больше не нуждались в Стресснере как в союзнике. В стране ширилось недовольство. Смены режима требовала католическая церковь. Руководители Колорадо, генералитет, офицерский корпус видели в Стресснере препятствие для собственного продвижения. Предельно обострилась конфронтация между «традиционалистами» и Militancia.
Имеются данные, что с декабря 1988 года началась практическая подготовка к свержению Стресснера. Идейным вдохновителем заговора был Эдгар Инсфран, не простивший Стресснеру своего унизительного изгнания из правительства более двадцати лет назад. Во главе заговора стоял генерал Андрес Родригес. К нему примкнули влиятельные военные — генерал Виктор Агилера Торрес, вице-адмирал Эдуардо Гонсалес Петит, полковники Лино Овьедо, Оскар Диас Дельмас, Педро Консепсьон Окампос, Лоренцо Каррильо Мельо, Педро Окампос, Хорхе Мендоса, Эдуардо Альенде, Эумелио Берналь, Марино Гонсалес, Рехис Ромеро, Феликс Балмори, Марино Гонсалес, Хосе Сеговиа Болтес.
В начале 1989 года президент Стресснер, из соображений финансовой стабилизации, распорядился закрыть в стране все пункты обмена валюты. Это нанесло сильный удар по интересам генерала Родригеса, которому принадлежал в Парагвае практически весь валютно-обменный бизнес. Антистресснеровский мятеж стал неминуем.

### Свержение диктатора
Вечером 2 февраля 1989 заговорщики начали военный мятеж, переросший в государственный переворот. Пехотные и бронетанковые части под командованием Андреса Родригеса окружили и атаковали ключевые административные здания и военные объекты в Асунсьоне. Попытка сразу арестовать Стресснера не удалась: охрана президента вступила в бой, Стресснеру удалось скрыться штаб-квартире главнокомандования под защитой полка президентского сопровождения. Он решил сопротивляться и считал вполне возможным подавление путча. (Последующие рассказы о его якобы старческой неадекватности, просмотре мультфильмов в разгар событий и немедленном согласии на отставку не соответствуют действительности.)
Вместе с Альфредо Стресснером в офисе главнокомандования находились его сын Густаво Стресснер, генерал Алехандро Фретес Давалос, ещё несколько высших военачальников и несколько сотен преданных бойцов. В ночных перестрелках с обеих сторон погиб 31 человек, 58 были ранены. Интересно, что Стресснер требовал «спасти Родригеса» и не сразу поверил, когда сын Густаво раскрыл ему, кто стоит во главе мятежа.
Именно Густаво Стресснер убедил отца прекратить сопротивление («иначе нас всех перебьют»). Переговоры о капитуляции вёл с Родригесом и генерал Фретес Давалос. К утру гвардейские казармы были заняты мятежниками. Андрес Родригес выступил с обращением к нации. Он объявил об отстранении Стресснера от власти, анонсировал демократические реформы, пообещал впредь соблюдать права человека, сотрудничать с католической церковью, защищать романские и католические традиции Парагвая.
Очень характерно, что и главари заговора, и новые руководители государства почти без исключения принадлежали к стронистской верхушке, были друзьями, а иногда и родственниками свергнутого Стресснера.

## Стронизм после Стресснера

### Постепенная демократизация
Генерал Родригес отменил осадное положение и смертную казнь, освободил многих политзаключённых. Была объявлена свобода деятельности всех политических партий, кроме ПКП. Во главе партии Колорадо стал Луис Мария Арганья.
Альфредо Стресснер был заключён в тюрьму и через несколько дней выслан в Бразилию, где и скончался в 2006 (семнадцать лет он прожил частной жизнью, в парагвайской политике не участвовал). По обвинениям в коррупции и незаконных репрессиях были привлечены к судебной ответственности некоторые наиболее одиозные деятели стронизма: Пастор Коронель, Альберто Буэнавентура, Сабино Монтанаро, Рамон Дуарте Вэра, Адан Годой, Эухенио Хаке.
Уже 1 мая 1989 года состоялись первые «послестресснеровские» выборы. Оппозиции были предоставлены более широкие, чем прежде, возможности для политических выступлений. Однако победу одержали президент Родригес и партия Колорадо. После Родригеса власть ещё несколько лет оставалась в руках Колорадо. Первую победу оппозиция одержала только на выборах 2000.
В 1992 была принята новая Конституция, отвечающая демократическим стандартам. На протяжении 1990—2000-х годов Парагвай в целом перешёл к демократическим нормам политической жизни. В частности, утвердилась регулярная сменяемость власти, срок президентских полномочий ограничен одним пятилетним сроком.

### Традиция в современности
В то же время стронизм остаётся в Парагвае действующим социально-политическим фактором. Прежде всего это касается сильнейшего влияния теневых сообществ и мафиозных группировок, происходящих из стресснеровских времён. Стронизм как идеология, политическая доктрина и практика доминирует в партии Колорадо, эта традиция сильна в армейском командовании и крупном бизнесе, особенно аграрном. Как стронистский реванш охарактеризовали левые силы отстранение президента Фернандо Луго в 2012.
На позициях, объективно близких к стронизму, стоит партия Национальный союз этических граждан (UNACE) — основанная в 1996 генералом Лино Овьедо как фракция в Колорадо и оформившаяся в 2002 как самостоятельная партия. Активист UNACE Луис Альберто Рохас был осуждён за убийство Луиса Марии Арганьи, совершённое в 1999. В сходном ключе выступает парагвайский предприниматель и антикоммунистический активист чилийского происхождения Эдуардо Авилес, в 2009 призывавший к вооружённой борьбе против правительство Луго.
На выборах 2018 президентом Парагвае избран Марио Абдо Бенитес — сын секретаря Стресснера, убеждённый «стронист третьего поколения». Он положительно отзывается о Стресснере, которого знал с детства. Современный стронизм не ставит под сомнение принципов демократии, но являет собой крайне правую доктрину в социальной культуре и либеральную в экономической политике.
25 мая 2018 в Асунсьоне состоялся акт провозглашения новой национальной власти — оглашение победителей на выборах президента и сенаторов. Среди участников церемонии был экс-министр юстиции и труда Эухенио Хаке — последний член стресснеровского «Золотого квадрата» (Монтанаро, Годой, Абдо Бенитес-старший к тому времени скончались). Хаке выразил глубокое удовлетворение избранием Марио Абдо Бенитеса-младшего. Он назвал нового президента «результатом работы правительства Стресснера» и отметил, что всё парагвайское общество пользуется положительными плодами стронизма. Хаке особо отметил, что термин «диктатура» применительно к стронизму следует употреблять в кавычках. Произвол и репрессии он объяснил исторической необходимостью «жёсткой руки», критиковал «архаичные законы либерального происхождения», которые приходилось нарушать. Погибших оппозиционеров Хаке назвал «убитыми в бою».